# Usui-tōge Tetsudō Bunkamura

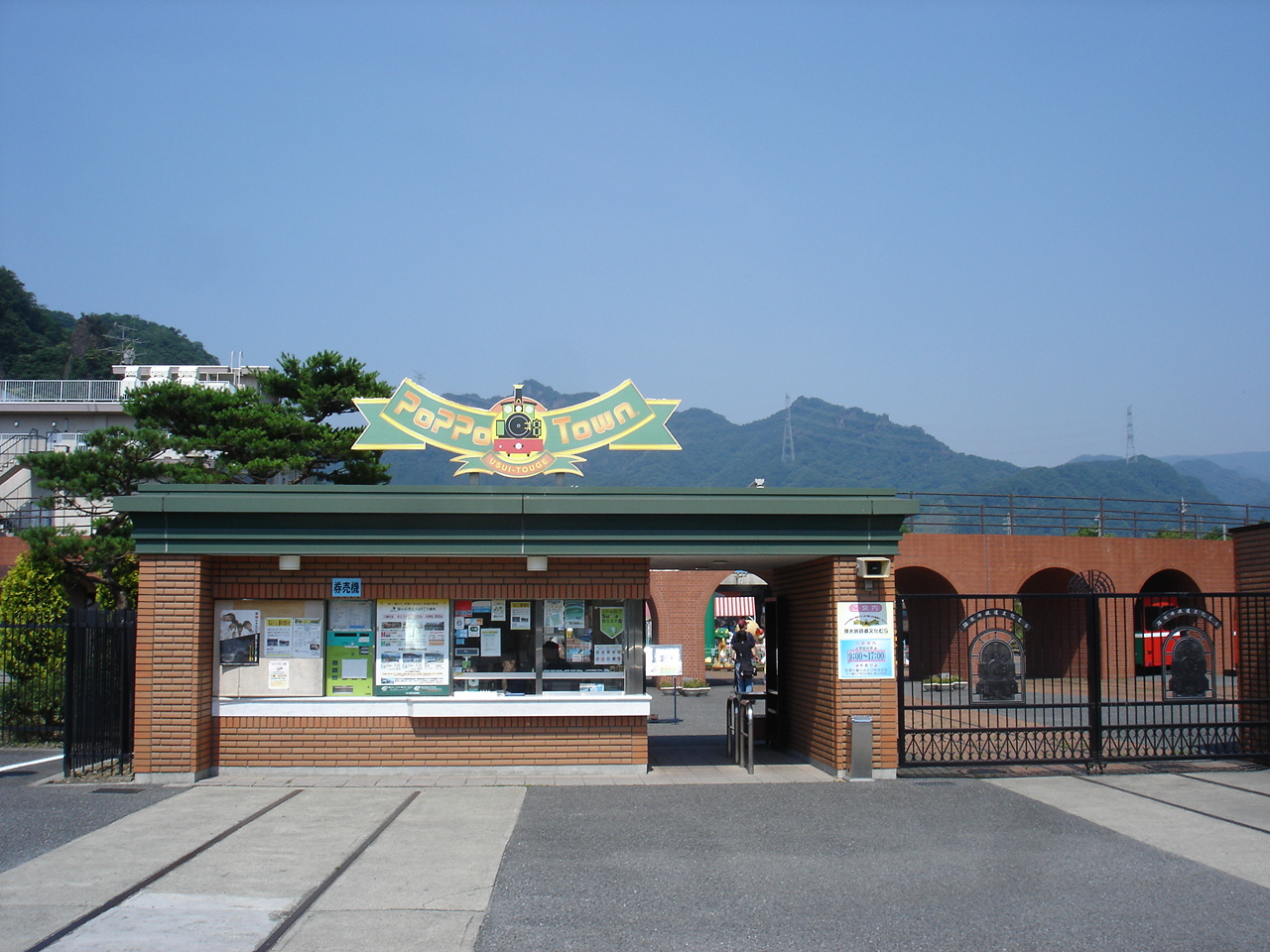
Eingang zum Usui Pass Railway Heritage Park

Der Usui-tōge Tetsudō Bunkamura (japanisch 碓氷峠鉄道文化むら, dt. „Eisenbahnkulturdorf Usui-Pass“, engl. Usui Pass Railway Heritage Park), im Volksmund liebevoll Poppo Town (dt. „Tschu-Tschu-Stadt“) genannt, ist ein japanischer Themen- und Erlebnispark rund um Eisenbahnen in Annaka in der Präfektur Gunma.
Er wurde am 18. April 1998 auf dem ehemaligen Bahnbetriebsgelände Yokokawa an der Shin’etsu-Hauptlinie eröffnet, die vom Bahnhof Yokokawa bis zum Bahnhof Karuizawa verlief. Der Betrieb der Shin’etsu-Hauptlinie war auf dem Abschnitt über den Usui-Pass am 1. Oktober 1997 eingestellt worden. Der Park wird von einer rechtsfähigen Stiftung (一般財団法人 碓氷峠交流記念財団) der East Japan Railway Company (JR East) betrieben und nutzt einen Teil der stillgelegten Strecke als Erlebnisbereich für Fahrten mit Elektrolokomotiven der JNR Klasse EF-63 und mit Eisenbahn-Draisinen. Zudem wurde auf dem Betriebsgelände ein Museum (鉄道資料館, Tetsudō shiryōkan) eingerichtet, das historische Dokumente zeigt sowie einen Eisenbahn-Simulator, eine Parkeisenbahn mit einer Spurweite von 127 mm (5 Zoll) und eine H0-Modelleisenbahn mit ca. 100 Wagen besitzt und ausstellt.

## Bilder (Auswahl)

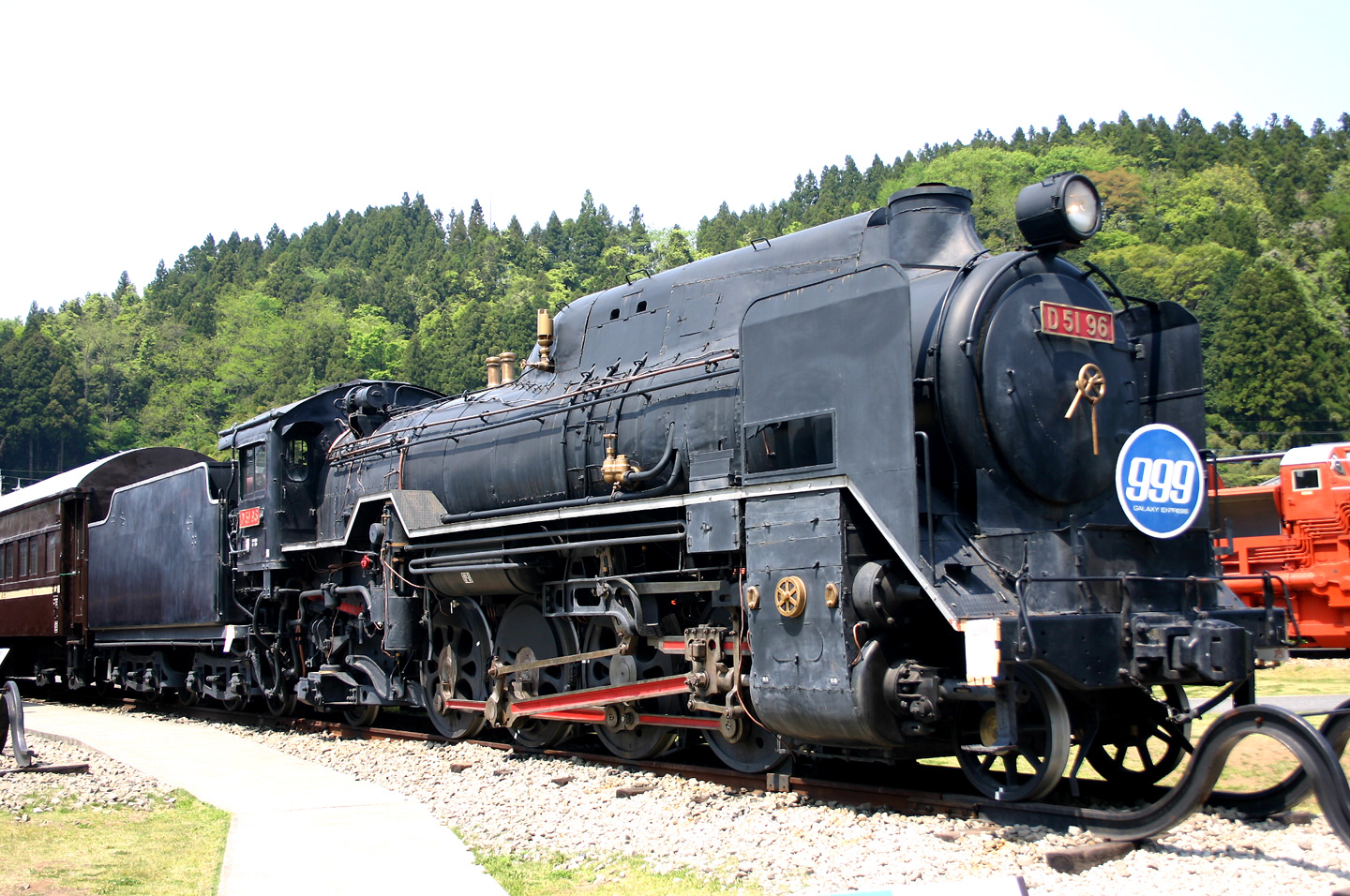
Dampflok JNR D51 96
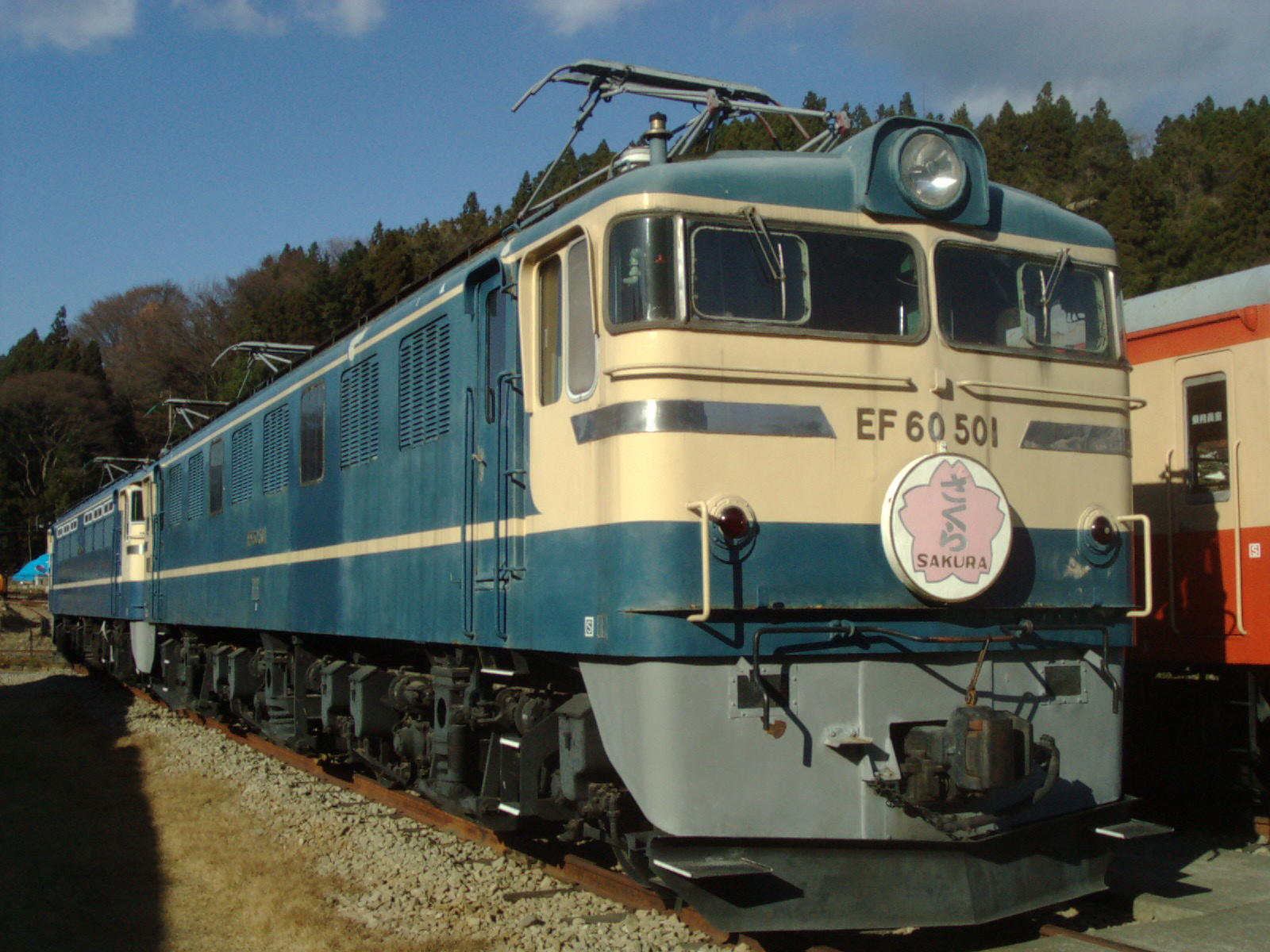
Elektrolok EF60501
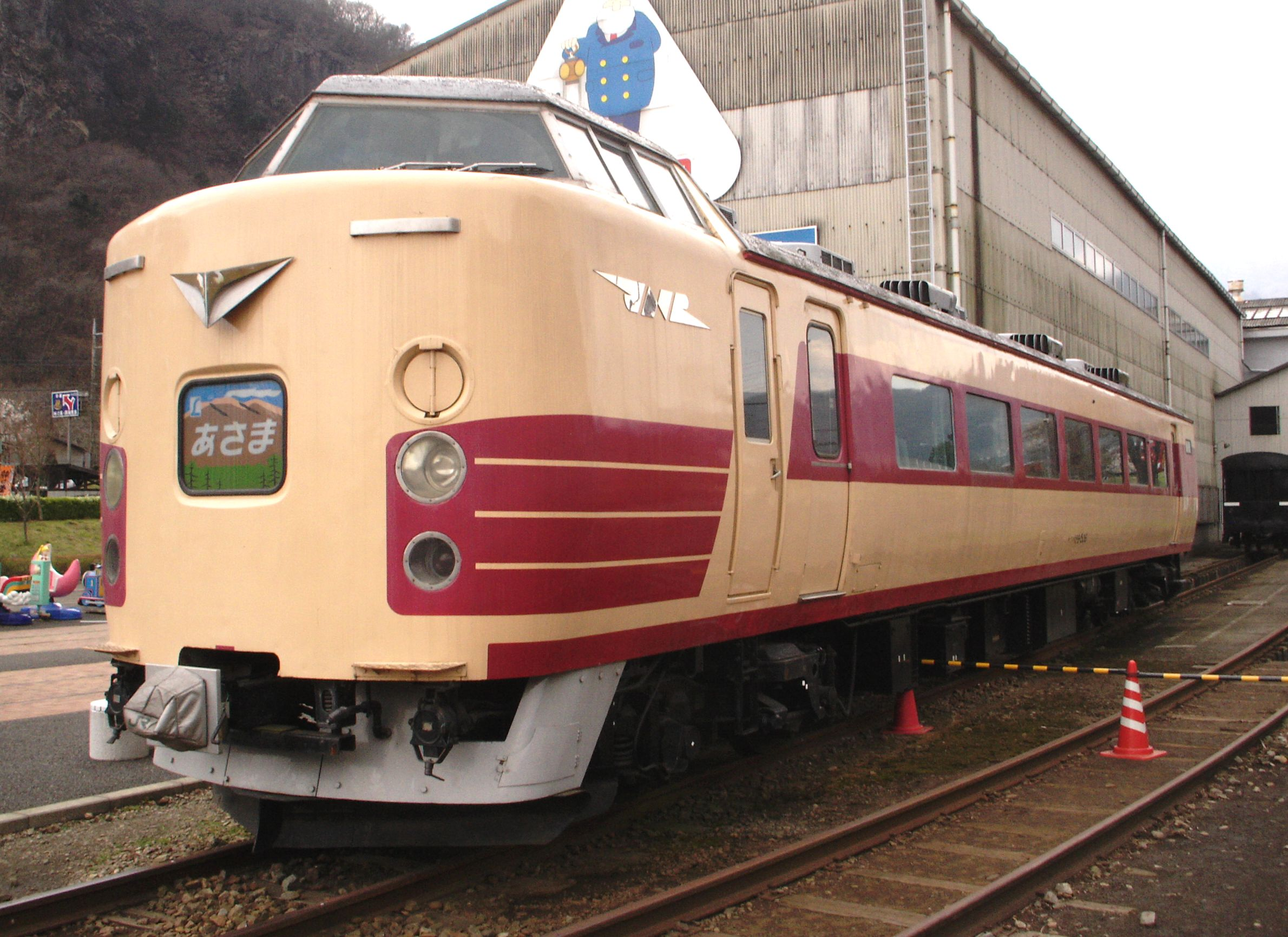
Triebwagen JRE Kuha189-506
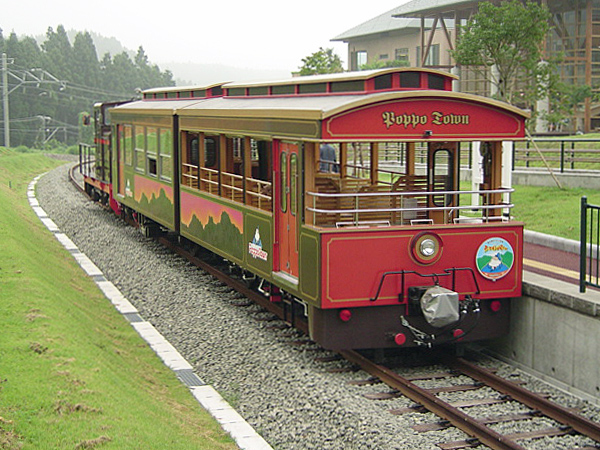
Truck-train Sherpakun
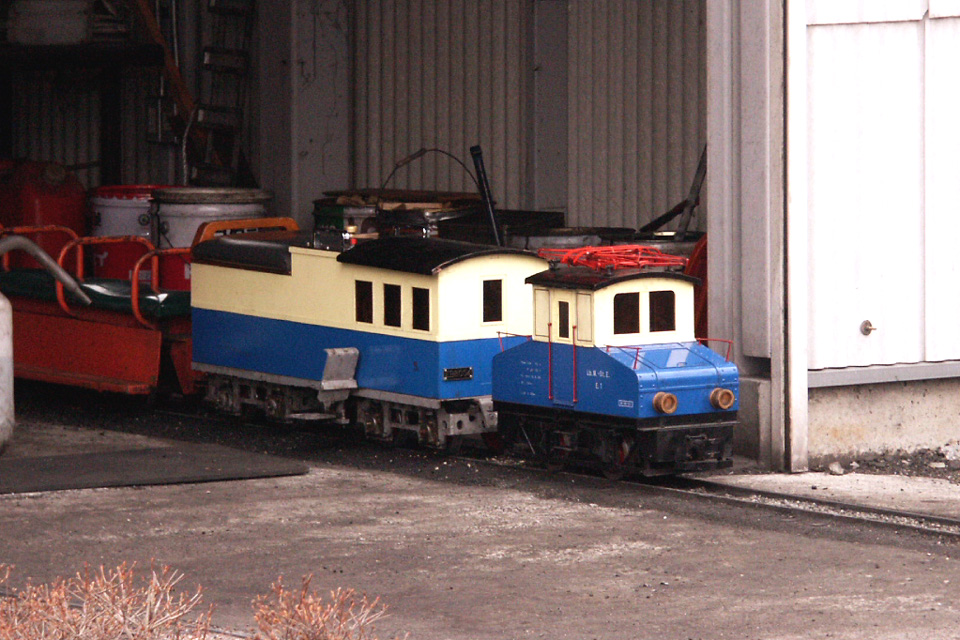
5 Zoll Parkeisenbahn
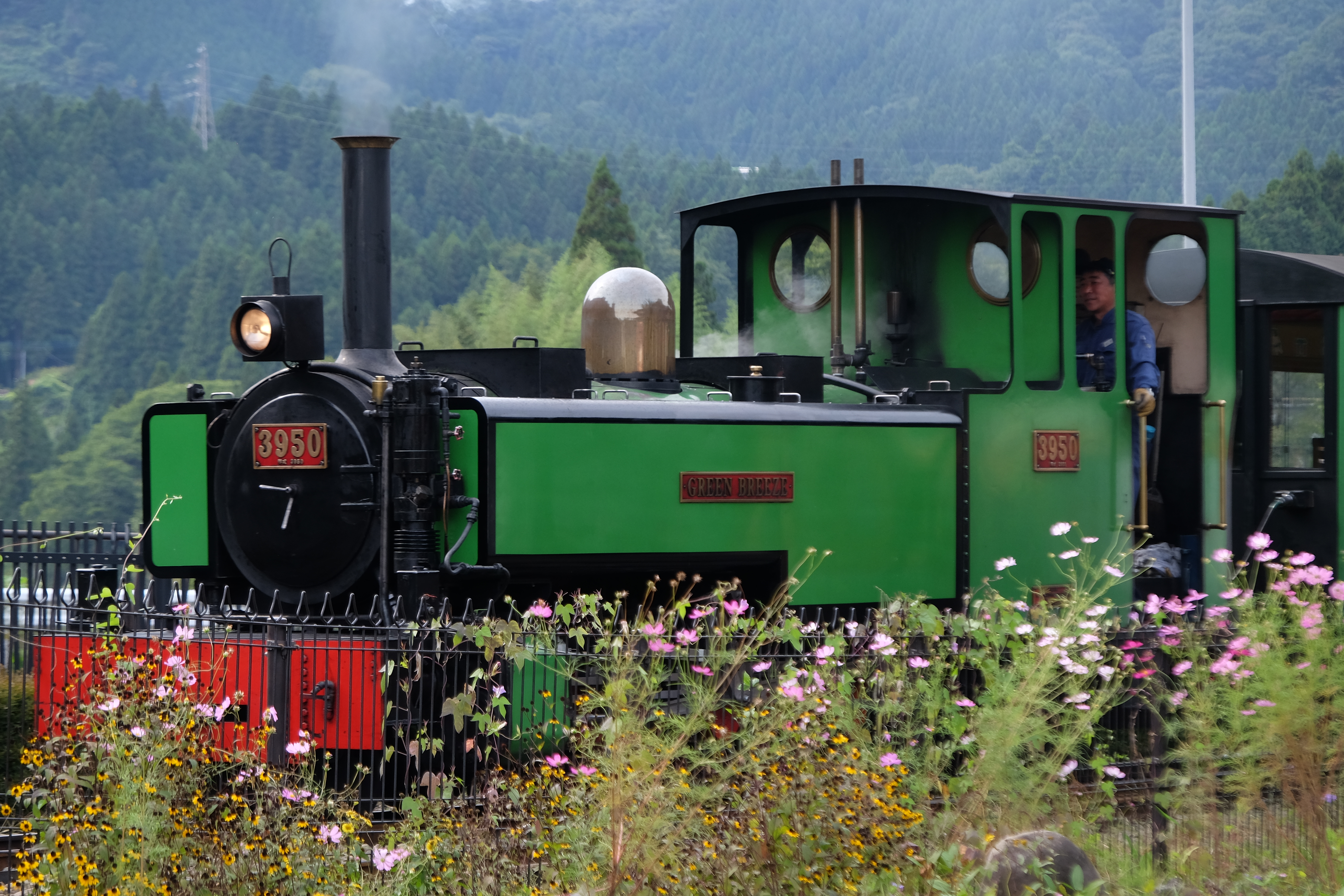
In Großbritannien gebaute Neubaudampflok